# (33670) 1999 JB98
1999 JB98 (asteroide 33670) é um asteroide da cintura principal. Possui uma excentricidade de 0.16767640 e uma inclinação de 12.62609º.
Este asteroide foi descoberto no dia 12 de maio de 1999 por LINEAR em Socorro.